# Gianni e Pinotto (serie animata)
Gianni e Pinotto (The Abbott and Costello Cartoon Show) è una serie animata prodotta da Hanna-Barbera, RKO Pictures e Jomar Productions, basata sul famoso duo di attori Gianni e Pinotto (alias Abbott and Costello). Originariamente, è stata trasmessa dal 1967 al 1968 per 39 episodi interi, suddivisi per ognuno in 4 segmenti per un totale di 156 episodi.

## Produzione
Del duo originale, soltanto Bud Abbott dava nel cartone la voce di Gianni, perché Lou Costello morì nel 1959 con la conseguenza che in esso, la voce di Pinotto venne affidata a Stan Irwin. Le voci italiane sono di Claudio De Davide e Gino Pagnani, rispettivamente per Gianni e Pinotto. Importata dalla Audiovisual di Carmine De Benedittis, la serie era inizialmente trasmessa nel 1980 sulla neonata Rete 3 della Rai, mentre passò qualche anno dopo (ed è ancora oggi trasmessa) sulle reti locali. Solo nella versione italiana, veniva utilizzata come apertura una sigla originale scritta da Luigi Albertelli e Salvatore Fabrizio, ed eseguita e cantata dagli Alfa.

## Episodi
| Nº | Titolo italiano              |
| -- | ---------------------------- |
| 01 | Il figlio di Kong            |
| 02 | Nella minestra               |
| 03 | Il pappagallo                |
| 04 | Le avventure del West        |
| 05 | Le scarpe razzo              |
| 06 | Insalata di mostri           |
| 07 | La macchina della legge      |
| 08 | Mostro di lava               |
| 09 | L'agricoltore diabolico      |
| 10 | La pianta interplanetaria    |
| 11 | Caporale Sergente Capitano   |
| 12 | Cavalieri erranti            |
| 13 | Finire in pentola            |
| 14 | SuperTerrore colpisce ancora |
| 15 | Il selvaggio                 |
| 16 | Il SuperCostello             |
| 17 | Parola d'ordine              |
| 18 | Il fuggitivo in ghiaccio     |
| 19 | Il nido dell'avvoltoio       |
| 20 | Il re dei robot              |
| 21 | Torta esquimese              |
| 22 | Un trono in palio            |
| 23 | Elefantasia                  |
| 24 | Fantasmagoria                |
| 25 | Fantasmi                     |
| 26 | Parata a remi                |
| 27 | Toro Feroce                  |
| 28 | Il mostro di nuvole          |
| 29 | L'insetticida                |
| 30 | Nascita di un'automobile     |
| 31 | Il lupo mannaro              |
| 32 | I 40 ladroni                 |
| 33 | Astro matti                  |
| 34 | Texas Jack                   |
| 35 | Tore l'alligatore            |
| 36 | Balletto di magie            |
| 37 | Il mondo perduto             |
| 38 | Lotta lunare                 |
| 39 | Il Professore Testa d'Uovo   |
| 40 | Vacanze in camper            |
| 41 | Viva la regina               |
| 42 | Bambole pirata               |
| 43 | Il cannone                   |
| 44 | Il dolce Sioux               |
| 45 | La palla elastica            |
| 46 | Alta tenzione                |
| 47 | L'uomo palla                 |
| 48 | Tempo di marionette          |
| 49 | L'ottavo nano                |
| 50 | Acchiappa conigli            |
| 51 | Il ladro d'acqua             |
| 52 | Tromba e trombone            |
| 53 | La favola ingarbugliata      |
| 54 | Manovre navali               |
| 55 | Barba di spazio              |
| 56 | Il supercane                 |
| 57 | Il supercavaliere            |
| 58 | Legione straniera            |
| 59 | Villian Vuoto                |
| 60 | Un arresto difficile         |
| 61 | Il leone acrobata            |
| 62 | Dischi e poliziotti          |
| 63 | Il paese della magia         |
| 64 | Clock ladro di orologi       |
| 65 | La grande caccia             |
| 66 | La stanza misteriosa         |
| 67 | Il cane da valanga           |
| 68 | I naufraghi                  |
| 69 | Ghiaccionauti                |
| 70 | Il barone porpora            |
| 71 | Il furto della corona        |
| 72 | Il mistero del Pianeta Rospo |
| 73 | Nel paese delle meraviglie   |
| 74 | Pietà Seduta                 |
| 75 | Prove solide                 |
| 76 | SuperTerrore                 |
| 77 | Paracadutisti                |
| 78 | Il mercato degli schiavi     |
| 79 | I tre porcellini             |
| 80 | A cannonate                  |
| 81 | Cani a decine                |
| 82 | Ferraglia                    |
| 83 | Il circo aereo               |
| 84 | Ladro di pesci               |
| 85 | Mamma gorilla                |
| 86 | Micro terrore                |
| 87 | Mezzogiorno di fuoco         |
| 88 | Il segno di El Zap           |
| 89 | In caccia di germi           |
| 90 | Territorio indiano           |
| 91 | Poney Express                |